# List polecony
List polecony – popularna nazwa przesyłki listowej rejestrowanej, tzn. takiej, której przyjęcie pracownik poczty potwierdza nadawcy, wydając mu specjalne pokwitowanie, a adresat po doręczeniu kwituje odbiór.

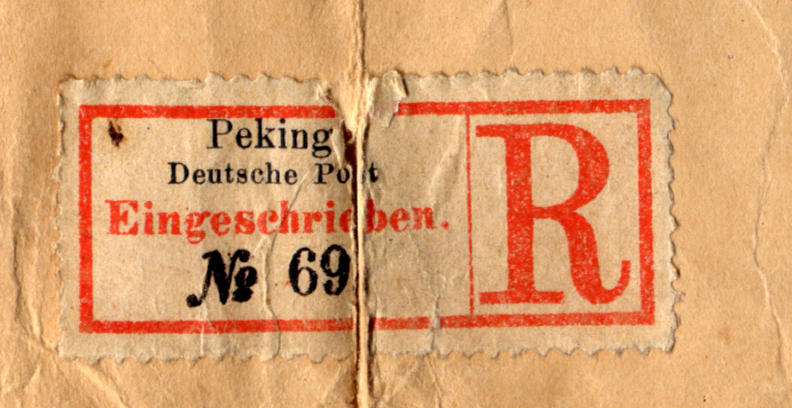
Nalepka „R” na list polecony nadany w Pekinie w 1901 r.

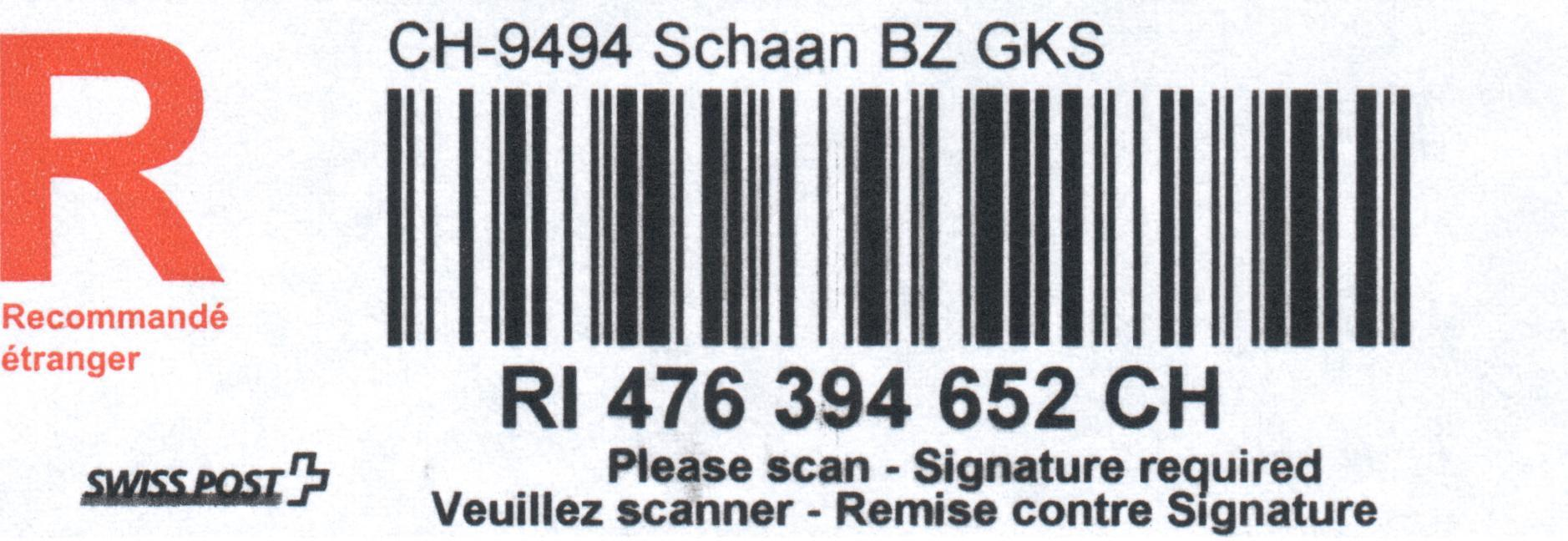
Nalepka „R” na list polecony zagraniczny z kodem kreskowym

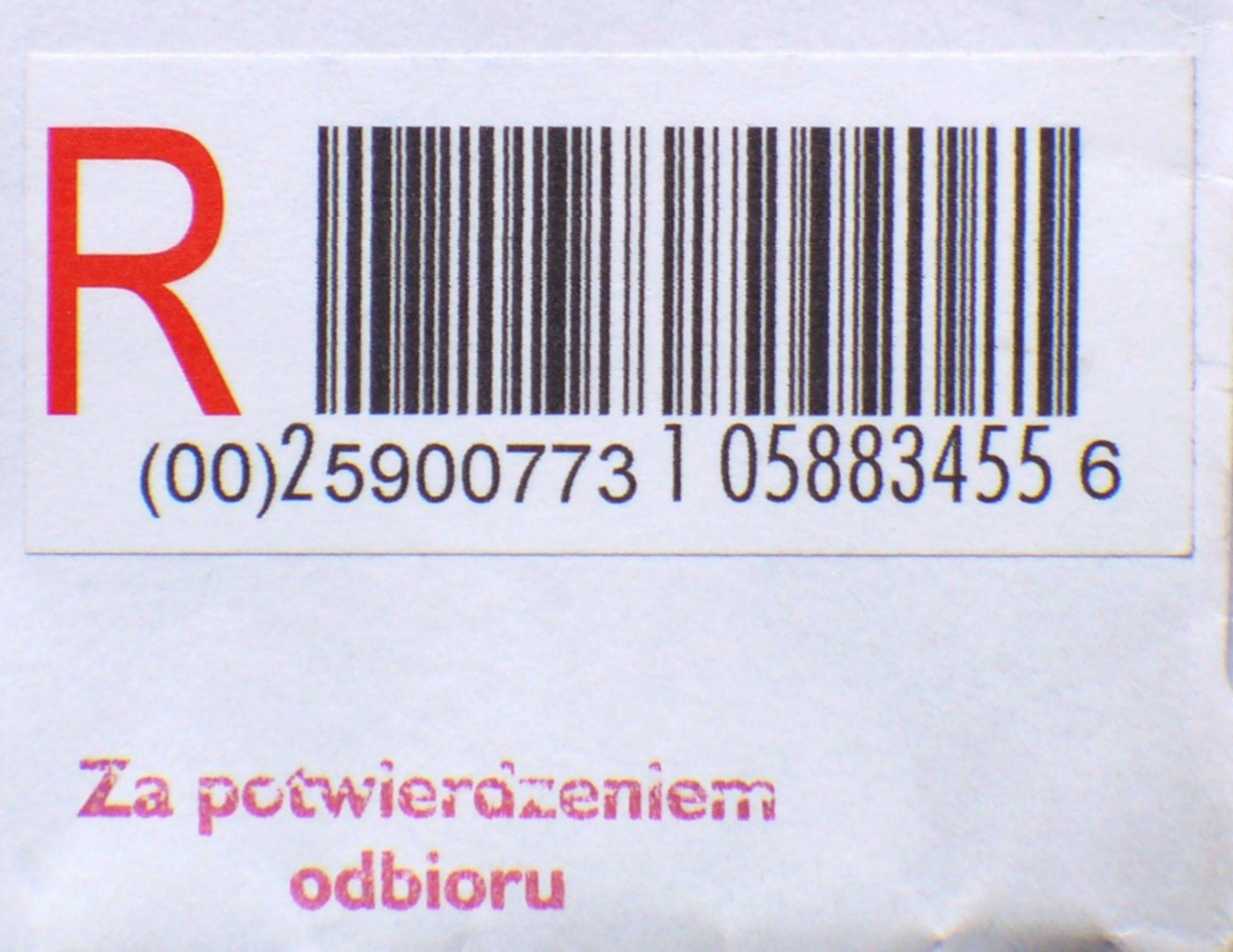
Nalepka „R” listu poleconego z kodem kreskowym Poczty Polskiej oraz stemplem ZPO (wzór 2011)

## Warunki
Według obowiązujących przepisów maksymalna masa listu poleconego może wynosić 2000 gramów. Listami poleconymi wysyłać można korespondencję, dokumenty, druki, czasopisma, książki i inne drobne przedmioty dopuszczone do obrotu pocztowego. Nie powinno się jednak w ten sposób przesyłać pieniędzy i przedmiotów wartościowych (np. dokumentów na okaziciela).

## Opłaty
Według obowiązującej w Polsce taryfy, poczta pobiera opłatę dodatkową za traktowanie listu jako poleconego w wysokości 2,90 zł w obrocie krajowym i 11,00 zł w obrocie zagranicznym. Ta dodatkowa opłata dodawana jest do opłaty zasadniczej (i ewentualnych innych opłat za świadczenia komplementarne: potwierdzenie odbioru, traktowanie listu jako przesyłki z zadeklarowaną wartością) i nie zależy już ani od masy listu, ani od jego gabarytów (rozmiaru), ani od innych jego cech, w tym także (przy obrocie zagranicznym) nie zależy od strefy geograficznej.

## Oznaczenie
Listy polecone oznaczane są dodatkową naklejką na kopercie, zazwyczaj białą w czerwonej ramce, z dużą literą R (od fr. Recommandé – polecony), nazwą urzędu pocztowego, w którym przesyłkę przyjęto i numerem ewidencyjnym listu. Czasem zamiast nalepki stosowany jest dodatkowy stempel.
W celu zautomatyzowania procesu odczytywania numerów przesyłek poleconych stosuje się kodowanie ich przy pomocy kodów kreskowych. W nalepce z kodem kreskowym nie podaje się nazwy urzędu pocztowego. Obecnie Poczta Polska stosuje nalepki z kodem kreskowym zgodne z systemem GS1-128. W przykładowym numerze „(00)6 590 ::0773 1 73130475 6" zawarte są następujące informacje:
- (00) – Identyfikator zastosowania SSCC
- 6 – Cyfra z pola IAC (oznaczająca, że kod kreskowy identyfikuje przesyłkę pocztową)
- 590 – liczba określająca polską organizację krajową GS1
- 0773 – numer jednostki kodującej (tutaj: Poczta Polska S.A.)
- 1 – rodzaj przesyłki (tu: List polecony)
- 73130475 – niepowtarzalny numer przesyłki
- 6 – cyfra kontrolna

Nadanie takiego numeru umożliwia śledzenie drogi przesyłki.

## List polecony zagraniczny

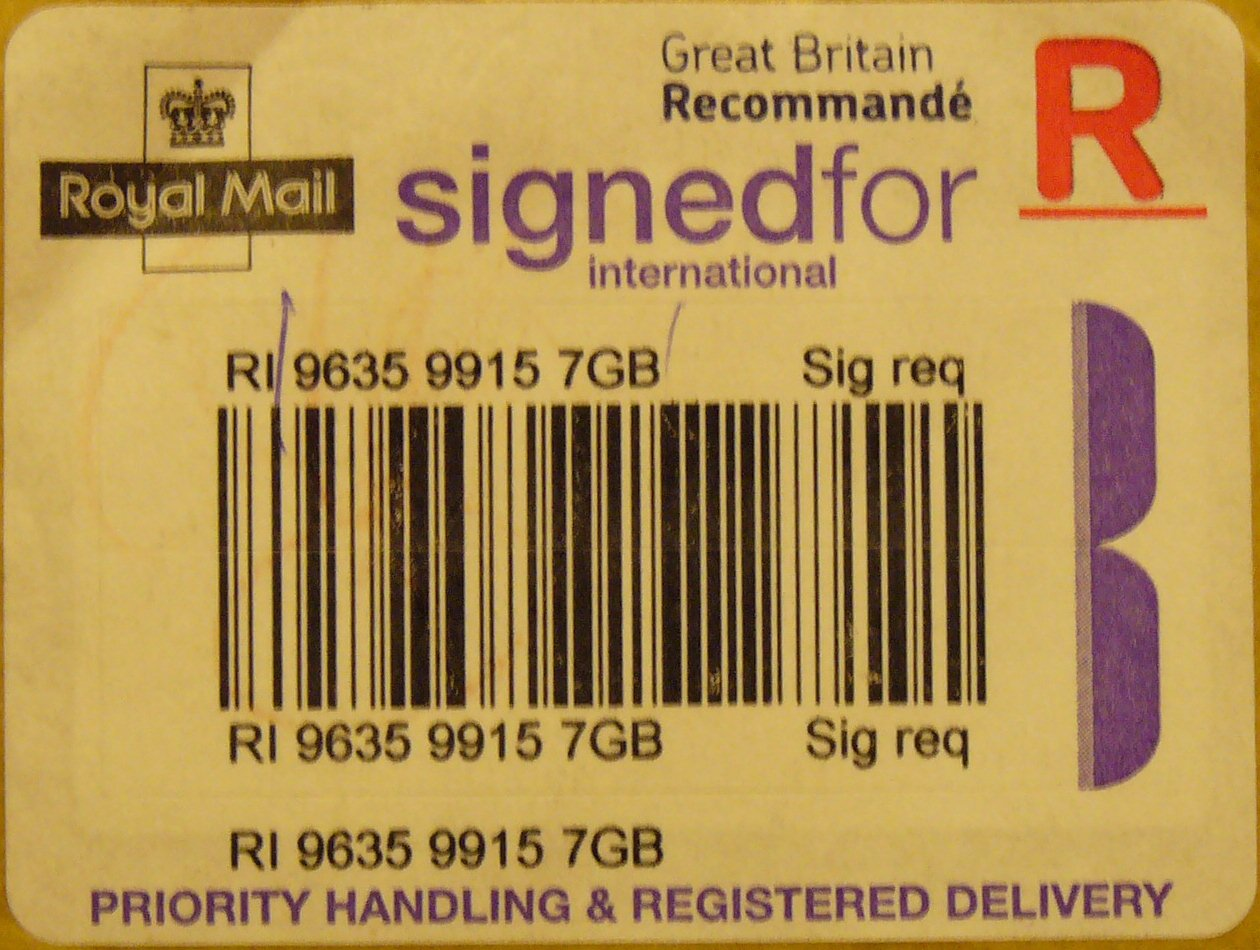
Nalepka „R” listu poleconego nadanego w Wielkiej Brytanii do Polski w 2007 r.

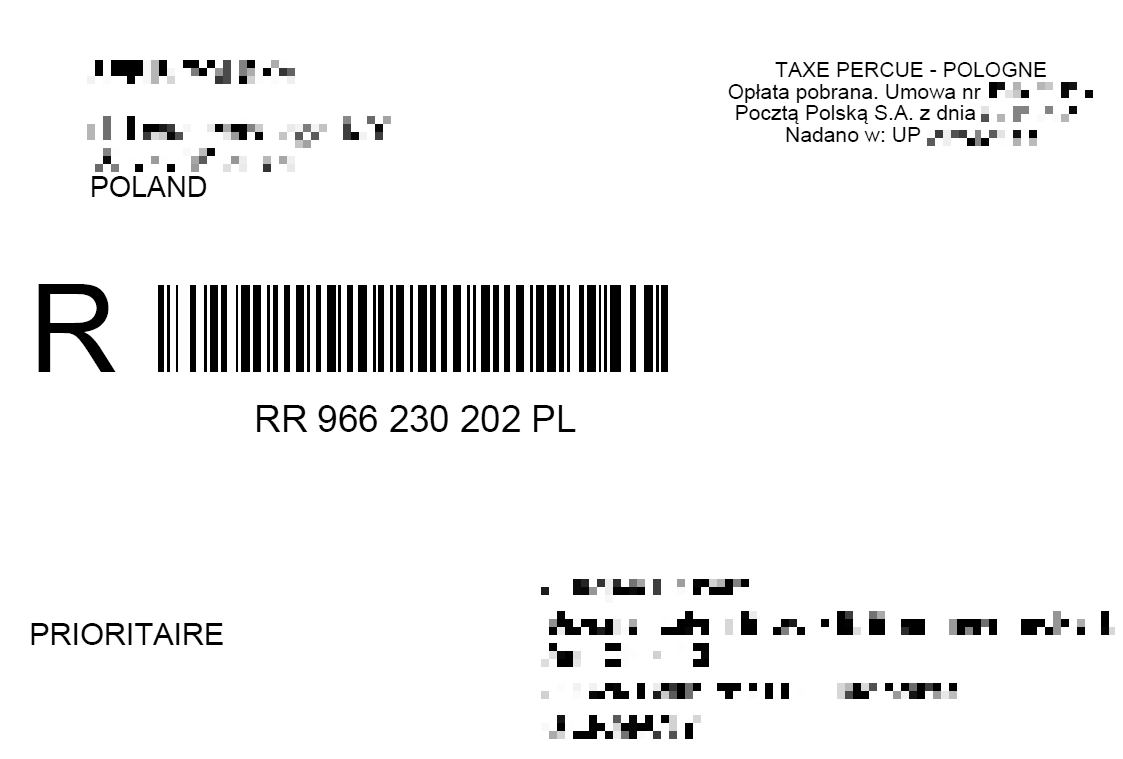
Nalepka (z usuniętymi personaliami) koperty zagranicznego listu poleconego wysłanego z Polski, z wydrukowanym wraz z nią kodem kreskowym i oznaczeniem „RR [numer] PL”.

W większości krajów listy polecone w obrocie zagranicznym oznaczane są 13-znakowym kodem i odpowiednim kodem kreskowym zgodnym z Kod 128. Dwa pierwsze znaki to oznaczenie listu poleconego (RA-RZ), a ostatnie dwa znaki podają kod kraju, w którym nadano przesyłkę. Przykładowo RR 09 912 517 6MY oznacza Malezję, a RR 287 043 375 IN oznacza Indie. Ostatnia z dziewięciu cyfr jest cyfrą kontrolną.